# Agiásos
Agiásos (en grec moderne : Αγιάσος) est un village situé sur l'île de Lesbos, qui comptait 2 498 habitants au recensement de 2001. Il constituait une municipalité du même nom, englobant 3 hameaux alentour (Sanatorio, Karini et Megali Limni) portant ainsi à 2 587 le nombre d'habitants mais depuis la réforme de 2010 liée au programme Kallikratis, le village a perdu son statut de municipalité et a été intégré à celle de Lesbos. Depuis 2019, Agiásos est rattaché au dème de Mytilène à la suite de la suppression du dème unique de Lesbos dans le cadre du programme Clisthène I.

## Géographie
Agiásos se situe à environ 500 mètres d'altitude sur le flanc est du mont Olympe (plus haut sommet de l'île de Lesbos qui culmine à 968 mètres) ; le village est entouré de terres agricoles et de forêts.

## Histoire
La fondation du village remonte au début du IXe siècle, période marquée par les luttes entre iconoclasme et iconodoulie.
Tombé en disgrâce à la cour de Constantinople vers la fin du VIIIe siècle pour son opposition à l'iconoclasme, le prêtre Agathon d'Ephèse prit la décision de s'exiler pour Jérusalem. Quelques années plus tard, au début du IXe siècle, il apprit que l'impératrice Irène l'Athénienne, également opposée à l'iconoclasme, était exilée sur l'île de Lesbos, il se résolut à quitter Jérusalem pour la rejoindre et prit avec lui une icône représentant la Vierge ainsi que diverses reliques.
Lorsqu'il arriva sur l'île en 803, l'impératrice était décédée et il décida alors d'y établir un ermitage : il choisit un lieu éloigné des côtes situé sur un flanc du mont Olympe, au milieu de la nature. Ayant gagné le respect et la confiance des villageois alentour, le prêtre leur révéla que selon la tradition religieuse, l'icône avait été réalisée par l'évangéliste saint Luc. Rapidement, son ermitage devint un lieu de recueillement et un petit monastère y fut construit.
À la mort du prêtre en 830, les moines exécutèrent sa dernière volonté en se consacrant à la protection de l'icône (toujours sous la menace des partisans iconoclastes mais aussi des pirates qui effectuaient des incursions dans les îles de la région). En 842, l'iconoclasme fut finalement vaincu et on assista à la restauration du culte des icônes dans tout l'empire byzantin. L'ermitage devint alors un lieu de pèlerinage vers lequel affluèrent des fidèles de l'île de Lesbos mais aussi des côtes d'Éolide.
C'est autour de l'ensemble monastique régulièrement agrandi que se développa le village contemporain d'Agiasos.
Le nom Agiásos proviendrait d'une inscription figurant sur l'icône rapportée par le prêtre ; représentant la Vierge, l'icône portait la mention "Mère de Dieu, Sainte Sion" (ΜΗΤΗΡ ΘΕΟΥ ΑΓΙΑ ΣΙΩΝ) - Sion faisant référence à la ville sainte de Jérusalem. En grec, Sainte Sion est rendu par Hagia Sion (ΑΓΙΑ ΣΙΩΝ), qui serait à l'origine d'Agiásos.